# The Amazing Dr. Clitterhouse
The Amazing Dr. Clitterhouse is een Amerikaanse misdaadfilm uit 1938 onder regie van Anatole Litvak. Destijds werd de film uitgebracht als De geheimzinnige dr. Clitterhouse.

## Verhaal
Dokter Clitterhouse is zozeer geboeid door criminaliteit dat hij zelf een misdadiger wordt. Hij wil een brandkast kraken op een feestje, maar een georganiseerde misdaadbende heeft precies hetzelfde plan. Hij wordt in de bende opgenomen, zodat hij hun gedrag kan gadeslaan. Rock Valentine is hem echter liever kwijt dan rijk.

## Rolverdeling
| Acteur             | Personage             |
| ------------------ | --------------------- |
| Edward G. Robinson | Dr. Clitterhouse      |
| Claire Trevor      | Jo Keller             |
| Humphrey Bogart    | Rocks Valentine       |
| Allen Jenkins      | Okay                  |
| Donald Crisp       | Inspecteur Lane       |
| Gale Page          | Zuster Randolph       |
| Henry O'Neill      | Rechter               |
| John Litel         | Officier van justitie |
| Thurston Hall      | Grant                 |
| Maxie Rosenbloom   | Butch                 |
| Bert Hanlon        | Pat                   |
| Curt Bois          | Rabbit                |
| Ward Bond          | Tug                   |
| Vladimir Sokoloff  | Popus                 |
| Billy Wayne        | Candy                 |